# ČSD-Baureihe M 140.2
Der M 140.201 ist der erste von Královopolská gefertigte Motorwagen mit Verbrennungsmotor der einstigen Tschechoslowakischen Staatsbahnen ČSD.

## Geschichte
Nachdem um 1925 erste erfolgversprechende Probefahrten von Motorwagen mit Verbrennungsmotor durchgeführt wurden, zeigten sich danach einige Musterfahrzeuge von noch untergeordneter Bedeutung im Betriebsdienst bei den ČSD. Eines dieser Fahrzeuge ist der erste von Královopolská gefertigte Gütertriebwagen von 1928, bei den ČSD bezeichnet als M 140.201. Er wurde von dem Verlag Lidove Noviny bestellt und zur Zustellung von Zeitungen im Umkreis von Brno verwendet. Übergeben wurde das Fahrzeug am 1. Oktober 1928.
Über den weiteren Einsatz des Fahrzeuges ist aus der Literatur nichts zu entnehmen. Es wurde lediglich vermerkt, dass er nach 1945 an eine Werksbahn verkauft wurde, und von dieser noch einige Jahre weiterbetrieben wurde. Ausmusterungsdaten und weiterer Verbleib sind nicht bekannt.

## Technische Merkmale
Technisch war das Fahrzeug ein mit einem Schienenfahrwerk ausgestatteter Lieferwagen. Als Antriebsmotor stand ein Vierzylinder-Viertakt-Benzinmotor zur Verfügung, der bei einer Drehzahl von 1000/min eine Leistung von 40 PS abgab. Die mechanische Leistungsübertragung stellte ein 3-Gang-Getriebekasten sicher. Das Fahrzeug konnte durch eine Hubvorrichtung auf den Schienen angehoben und in der Fahrtrichtung gedreht werden.